# Oberes Tor (Mainbernheim)

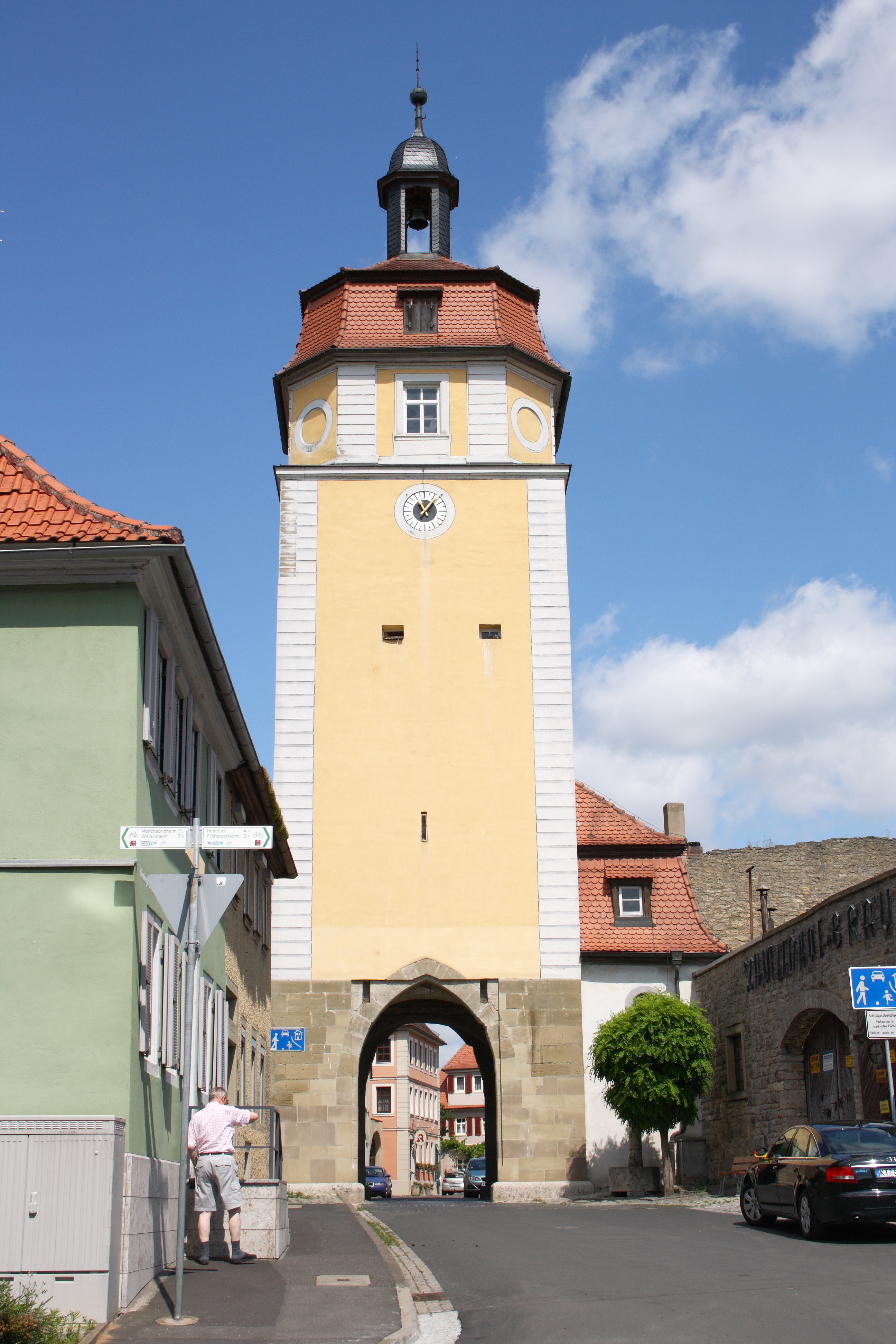
Oberes Tor

Das Obere Tor (auch Weidter Turm) ist Teil der ehemaligen Stadtbefestigung von Mainbernheim. Die charakteristischen Formen des Torturms machen es zu einem Wahrzeichen der unterfränkischen Stadt. Neben dem Oberen Tor hat sich am anderen Ende der Herrnstraße mit dem Unteren Tor ein Pendant erhalten. 

## Geschichte
Die Mainbernheimer erhielten mit einer Urkunde König Wenzels von Böhmen vom 8. August 1382 das Recht, ihre Stadt mit einer Befestigung zu umgeben. Es dauerte allerdings noch einige Jahrzehnte, bis die Bevölkerung genug Geld und Material gesammelt hatte, um mit dem Bau zu beginnen. Als eines der ersten Elemente entstand um 1400 der Torturm des Oberen Tores. Vielleicht gehen die steinernen Durchfahrten noch auf diese Zeit zurück. Der Baumeister des Tores ist namentlich nicht bekannt. Allerdings haben sich an beiden Durchfahrten noch Steinmetzzeichen in Form von zwei gekreuzten Hämmern erhalten.
Nach dem Dreißigjährigen Krieg, in dem Mainbernheim vor größeren Zerstörungen verschont blieb, ließ man den Turm umbauen. In einen Holzbalken wurde die Jahreszahl geritzt. Die Toranlagen wurden in Mittelalter und Früher Neuzeit täglich zu einer bestimmten Stunde geschlossen, die über den Graben führende Zugbrücke hierzu hochgeklappt. Als Teil der aus der Stadtbevölkerung bestehenden Verteidigungsgemeinschaft war jeden Tag ein Bürger dazu verpflichtet, mit Hellebarde, einem Spieß und einem Beil an den Stadttoren Wache zu halten.
Die Stadttore erfüllten allerdings nicht nur militärische Zwecke. Sie bildeten zugleich eine Zollgrenze, weil nur hier die Stadt mit den Waren des Umlandes versorgt werden konnte. Bereits ab dem 17. Jahrhundert schwand die militärische Bedeutung zunehmend, weil die Anlagen der modernen Geschütztechnik nichts entgegensetzen konnten. Deshalb zogen im Jahr 1777 mehrere Familien im Turm ein, der zuvor eine weitere Umbauphase erlebt hatte. An einen dieser Bewohner erinnert der bis heute verbreitete Name Weidter Turm. Der Turm blieb allerdings auch im 18. Jahrhundert noch Wohnort des Türmers, der die Stadtbewohner vor äußeren Feinden und Feuer im Inneren zu warnen hatte.
Im 19. Jahrhundert wurde der Obere Torturm zu einem Hindernis, die enge Durchfahrt war für den wachsenden Verkehr ein Problem. Erst der Bau der Umgehungsstraße im Jahr 1938 führte zu einer Entlastung und bewahrte den Turm vor dem Abriss. In den 1930er Jahren hatte man außerdem ein angrenzendes Nachbargebäude mit einem Fußgängerdurchlass ausgestattet. In den 1980er Jahren erhielt der Torturm durch das Bayerische Landesamt für Denkmalpflege den bis heute vorhandenen gelben Verputz. Das Obere Tor ist als Baudenkmal eingeordnet, untertägige Reste von Vorgängerbauten sind als Bodendenkmal vermerkt. Es ist ein bedeutendes Element des Ensembles Altstadt Mainbernheim.

## Beschreibung
Das Obere Tor entstand in mehreren Bauphasen. Im Erdgeschoss kann mit der spitzbogigen Durchfahrt noch die mittelalterliche Befestigung des beginnenden 15. Jahrhunderts nachvollzogen werden. Es wurde aus Quadermauerwerk geschaffen. Die Durchfahrt ist reich profiliert und besitzt noch die Rollschlitze, die als Aufhängung für die Zugbrücke über den davor verlaufenden Stadtgraben dienten. Die darüber liegenden Geschosse gehen in ihrer heutigen Form wohl auf die Umgestaltungen des 18. Jahrhunderts zurück. Hier wurde das Mauerwerk verputzt, an den Seiten ist die Eckquaderung sichtbar. Auf der Feld- und der Stadtseite wurde eine Turmuhr angebracht. 
Sein charakteristisches Äußeres erhält der Turm durch das oberste Geschoss. Es wurde über rechteckigen Unterbau als oktogonaler Aufsatz ergänzt. Das Obergeschoss ist im Stil des markgräflichen Barock reich gegliedert und weist Lisenen und Okuli auf. Die Durchlichtung wird über schlichte Rechteckfenster ermöglicht. Über dem obersten Geschoss erhebt sich ein Mansarddach, in dem hölzerne Dachgauben untergebracht wurden. Der Turm schließt mit einer Laterne ab, in der sich eine kleine Turmglocke befindet, die wohl als Feuerglocke vom Türmer genutzt wurde.